# Omloop van het Houtland 2024
De 77e editie van de wielerwedstrijd Omloop van het Houtland vond plaats op 25 september 2024. De wedstrijd startte  in Eernegem en finishte 195,2 kilometer later in Lichtervelde. De wedstrijd maakte deel uit van de UCI Europe Tour, met de categorie 1.1. De Duister Max Walscheid won, voor zijn ploeggenoot Dylan Groenewegen.

## Uitslag
| Plaats  | Naam              | Ploeg                  | Tijd     |
| ------- | ----------------- | ---------------------- | -------- |
| Winnaar | Max Walscheid     | Jayco AlUla            | 4u21'23" |
| 2       | Dylan Groenewegen | Jayco AlUla            | z.t.     |
| 3       | Pierre Barbier    | Philippe Wagner/Bazin  | z.t.     |
| 4       | Gerben Thijssen   | Intermarché-Wanty      | z.t.     |
| 5       | Sente Sentjens    | Alpecin-Deceuninck     | z.t.     |
| 6       | Clément Russo     | Groupama-FDJ           | z.t.     |
| 7       | Fabio Jakobsen    | dsm-firmenich PostNL   | z.t.     |
| 8       | Lars Vanden Heede | Soudal Quick-Step Dev. | z.t.     |
| 9       | Sebastian Nielsen | TDT-Unibet             | z.t.     |
| 10      | Jason Tesson      | TotalEnergies          | z.t.     |
| 11      | Arnaud Démare     | Arkéa-B&B Hotels       | z.t.     |
| 12      | Luca De Meester   | Bingoal WB             | z.t.     |
| 13      | Milan Fretin      | Cofidis                | z.t.     |
| 14      | Edward Theuns     | Lidl-Trek              | z.t.     |
| 15      | Amaury Capiot     | Arkéa-B&B Hotels       | z.t.     |
| 16      | Joren Bloem       | TDT-Unibet             | z.t.     |
| 17      | Alexis Renard     | Cofidis                | z.t.     |
| 18      | Timothy Dupont    | Tarteletto-Isorex      | z.t.     |
| 19      | Jordi Warlop      | Soudal Quick-Step Dev. | z.t.     |
| 20      | Vito Braet        | Intermarché-Wanty      | z.t.     |